# Детройт (Канзас)
Детройт (англ. Detroit) — переписна місцевість (CDP) в США, в окрузі Дікінсон штату Канзас. Населення — 114 осіб (2010).

## Географія
Детройт розташований за координатами 38°56′9″ пн. ш. 97°7′29″ зх. д. / 38.93583° пн. ш. 97.12472° зх. д. (38.935897, -97.124704).  За даними Бюро перепису населення США в 2010 році переписна місцевість мала площу 0,89 км², уся площа — суходіл.

## Демографія
Згідно з переписом 2010 року, у переписній місцевості мешкало 114 осіб у 46 домогосподарствах у складі 35 родин. Густота населення становила 128 осіб/км².  Було 48 помешкань (54/км²).
Расовий склад населення:
| - 93,0 % — білих - 1,8 % — чорних або афроамериканців - 0,9 % — азіатів |

До двох чи більше рас належало 3,5 %. Частка іспаномовних становила 1,8 % від усіх жителів.
За віковим діапазоном населення розподілялося таким чином: 19,3 % — особи молодші 18 років, 67,5 % — особи у віці 18—64 років, 13,2 % — особи у віці 65 років та старші. Медіана віку мешканця становила 37,5 року. На 100 осіб жіночої статі у переписній місцевості припадало 107,3 чоловіків;  на 100 жінок у віці від 18 років та старших — 109,1 чоловіків також старших 18 років.
Середній дохід на одне домашнє господарство  становив 59 885 доларів США (медіана — 49 125), а середній дохід на одну сім'ю — 59 885 доларів (медіана — 49 125). 
Цивільне працевлаштоване населення становило 162 особи. Основні галузі зайнятості: виробництво — 27,8 %, освіта, охорона здоров'я та соціальна допомога — 26,5 %, роздрібна торгівля — 14,8 %, мистецтво, розваги та відпочинок — 9,9 %.